# 巴托尔迪喷泉

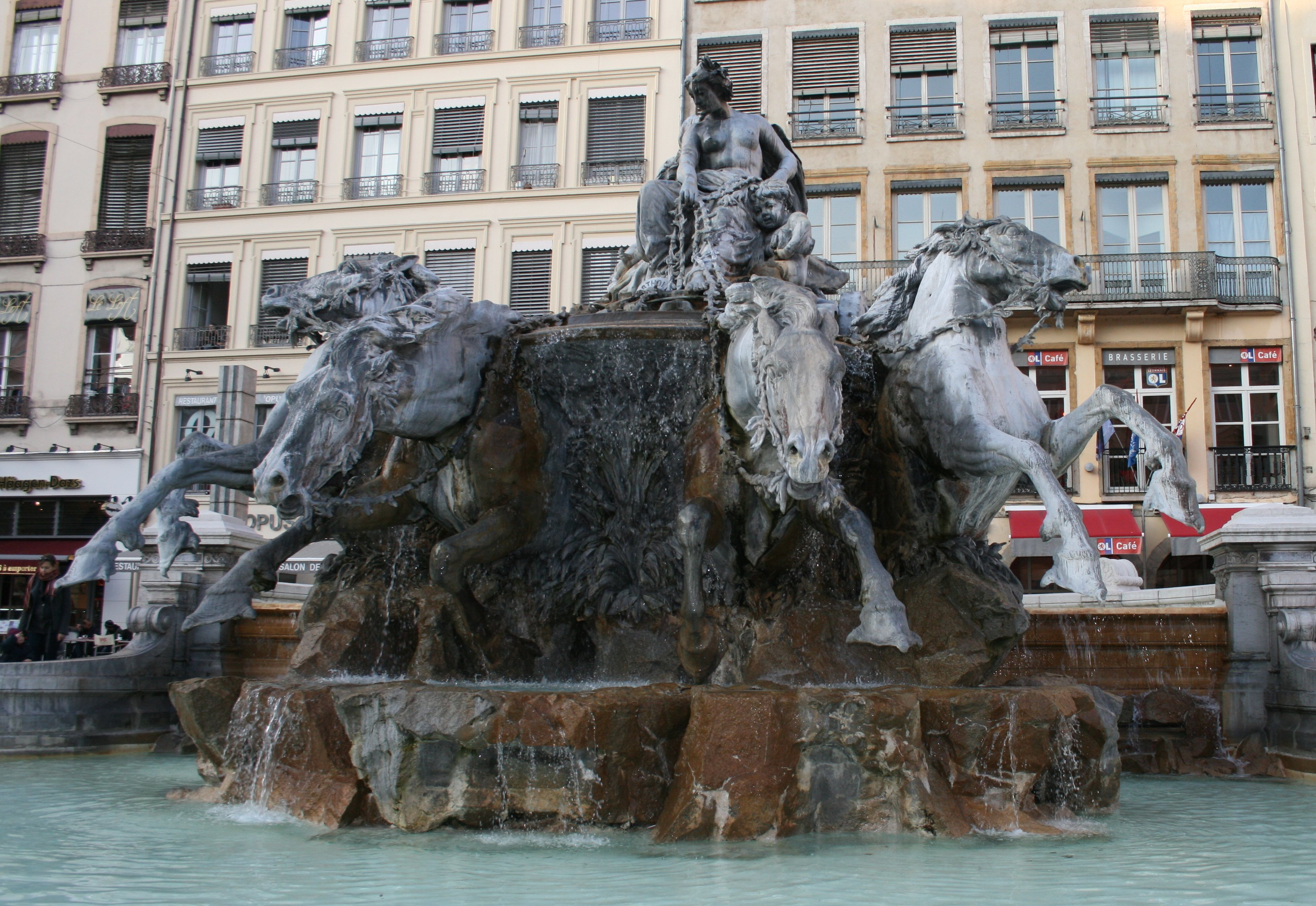
巴托尔迪喷泉

巴托尔迪喷泉（La Fontaine Bartholdi）是法国里昂的一个喷泉，由弗雷德里克·奥古斯特·巴托尔迪设计于1891年，位于里昂第一区的沃土广场。

## 历史
1857年4月20日，波尔多市议会决定为在梅花广场兴建的喷泉举行一次竞赛。当时年仅23岁的巴托尔迪赢得了竞赛，但是波尔多市政厅决定不执行他的计划。1886年巴托尔迪完成纽约的自由女神像后，波尔多市长联系他，但是他在几经犹豫后还是取消。他的新项目在1888年终于实现，但由于过于昂贵，而将其出售给里昂。喷泉最终安放在沃土广场，目前仍然存在。
这个喷泉将法国描绘成一个坐在战车上的女子，控制着四匹骏马，代表法国的四条大河：塞纳河、卢瓦尔河、罗讷河和加龙河。1995年9月29日，被列为法国历史古迹。

## 源由
此雕像是位於法國里昂市政廳前方的沃土广场上。女神雕像的腳邊還有個罐子,上面有“BARTHOLDI”（巴托尔迪）字樣，因此被稱為“巴托尔迪噴泉”。“巴托尔迪”為雕刻者弗雷德里克·奥古斯特·巴托尔迪的名字，他也是自由女神像的作者。
此雕像為希臘神話，冥府王后珀耳塞福涅駕車重返人間的故事，所駕四馬化為四條大河灌漑大地(雕像所在為 沃土广场)，象徵著春天的到來。
在希臘神話當中，掌管農業的女神為得墨忒耳，她有個漂亮女兒，名叫珀耳塞福涅。母女倆人相依為命，並為人類帶來豐富的耕作和農產收成。  
後來珀耳塞福涅被冥王哈得斯看上,強擄到地底當冥王后，每年有四分之一的時間，必須待在陰間，此時地面荒蕪為冬季. 其返回地面則象徵著春天的到來及植物開始發芽。   
傳說中, 冥王哈得斯是駕四匹黑馬的戰車。而冥王后珀耳塞福涅由冥府回娘家, 駕著的也是冥府的黑馬戰車。
所以雕像中這幾匹馬的腳, 並不是馬蹄,而是蹼加上利爪, 象徵此為地獄馬車。
馬身在衝出水幕之前是呈現黑色，衝出後變成白色，此雕像馬身二種顏色的變化, 描述其衝出地獄,來到人間 。
由於珀耳塞福涅是冥王后也是豐產女神。隨著農業的發展，豐產女神又逐漸成了定居生活的保護神。冥王后來到沃土广场上，象徵帶來春天和豐盛的物產。  
在冥王后雕像的兩側 , 還有左右二尊小童的雕像。
右邊的男童為阿多尼斯，左邊女童為Myriki。
在希臘神話中，阿多尼斯是美女Myrrha之子。Myrrha因與父Kinyras私通，被神化為沒藥樹，阿多尼斯就是從沒藥樹中出生的。
阿多尼斯一生下就美貌無比（阿多尼斯一詞也是美男子的代稱），愛神阿佛洛狄忒把他藏在桃金孃中托給冥王后珀耳塞福涅撫養，兩位女神都愛上他，女神爭執不下，最後宙斯決定：一年三分之一阿多尼斯同珀耳塞福涅生活，三分之二同阿佛洛狄忒生活。
冥王后重返人間，當然帶著阿多尼斯，要交給愛神阿佛洛狄忒。   
希臘語的myriki、象徵著美麗和年輕的檉柳（tamarisk，Tamarix sp.），也是獻給阿佛洛狄忒的。根據另一種說法，Myriki是塞浦路斯國王Kinyas的女兒，也是阿多尼斯的姐姐，她被變成一棵檉柳。 
Myriki雖然是阿多尼斯的姐姐，但是卻和阿多尼斯不同父親,不過這在希臘神話中是司空見慣的。

## 画廊

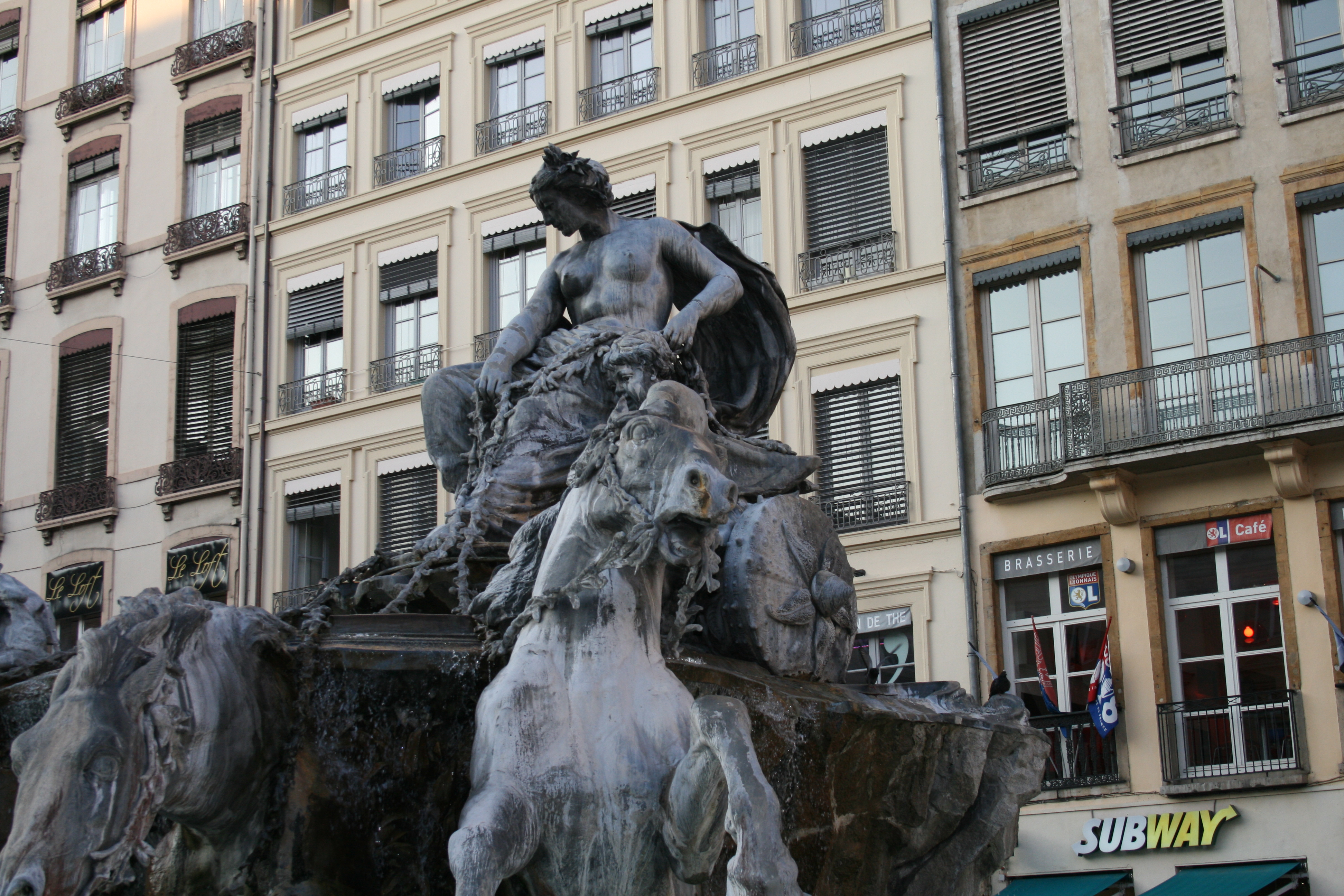
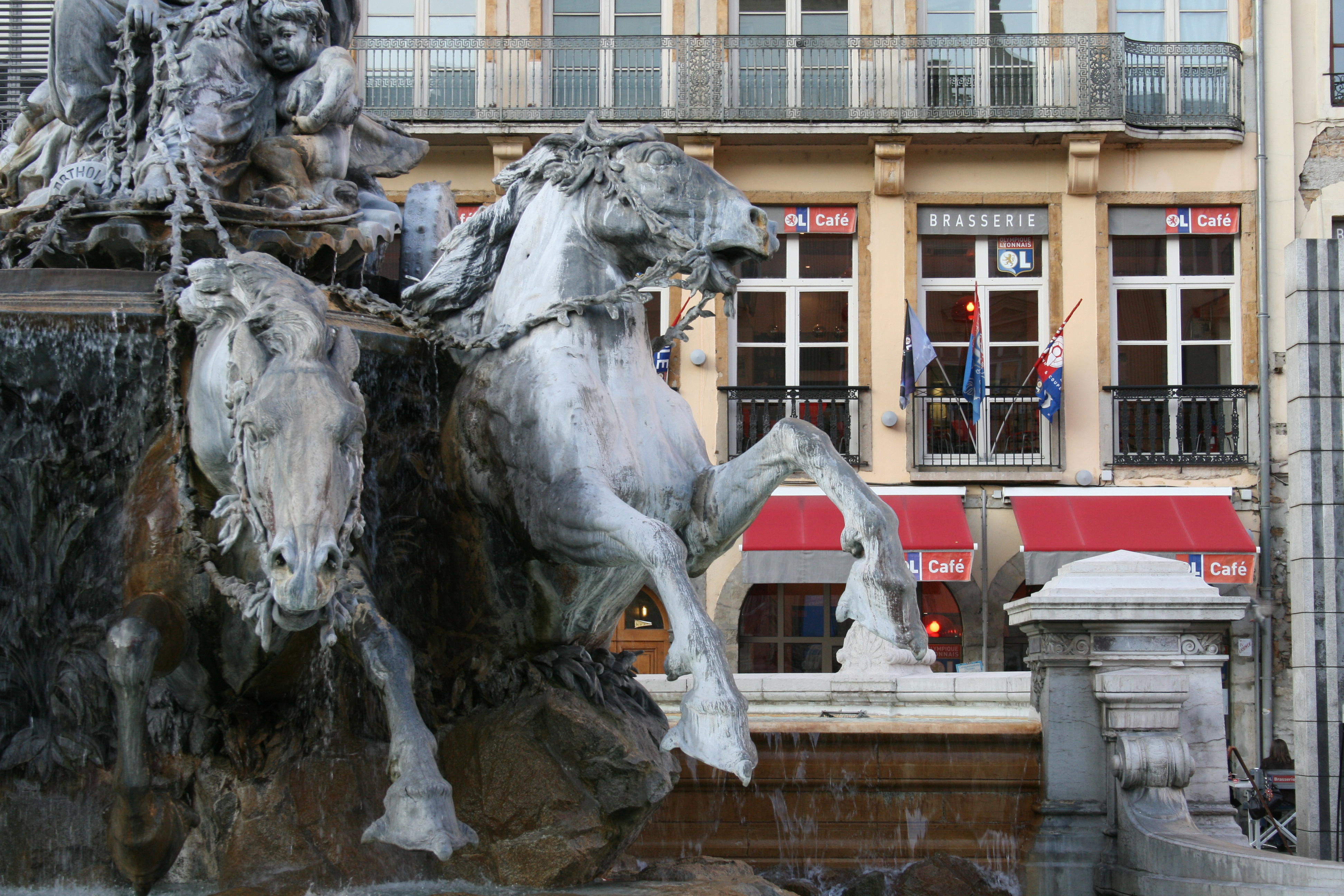
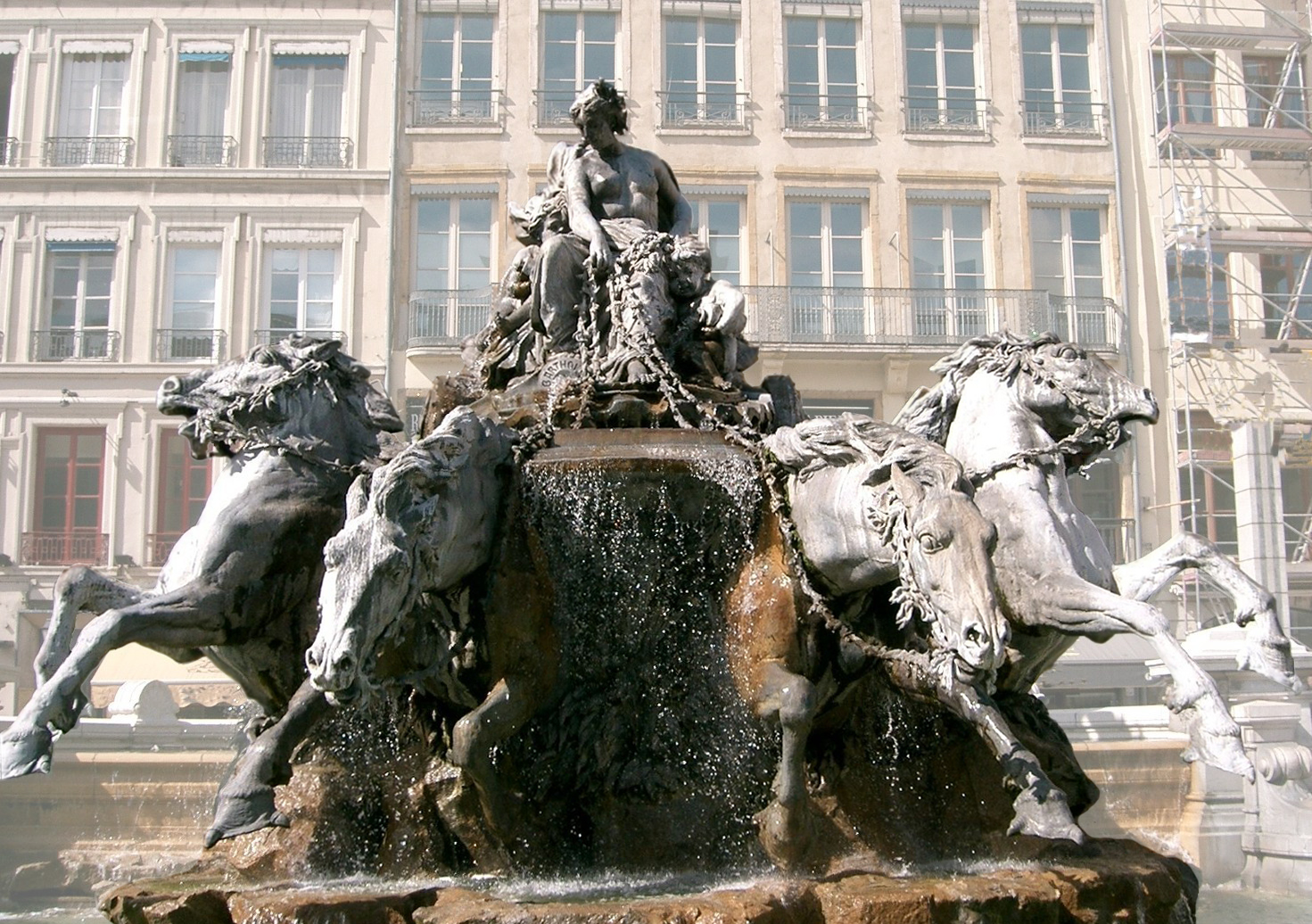
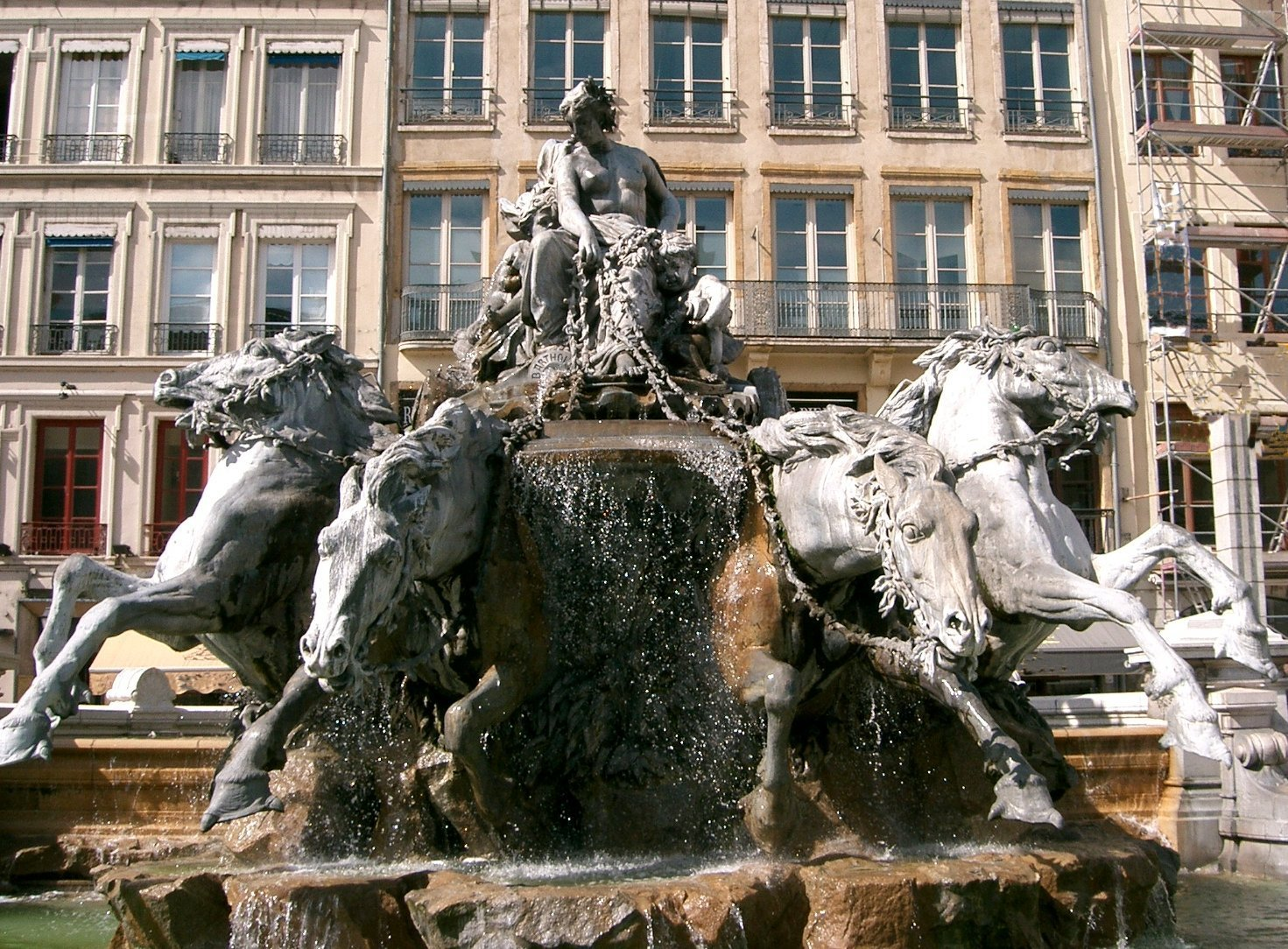
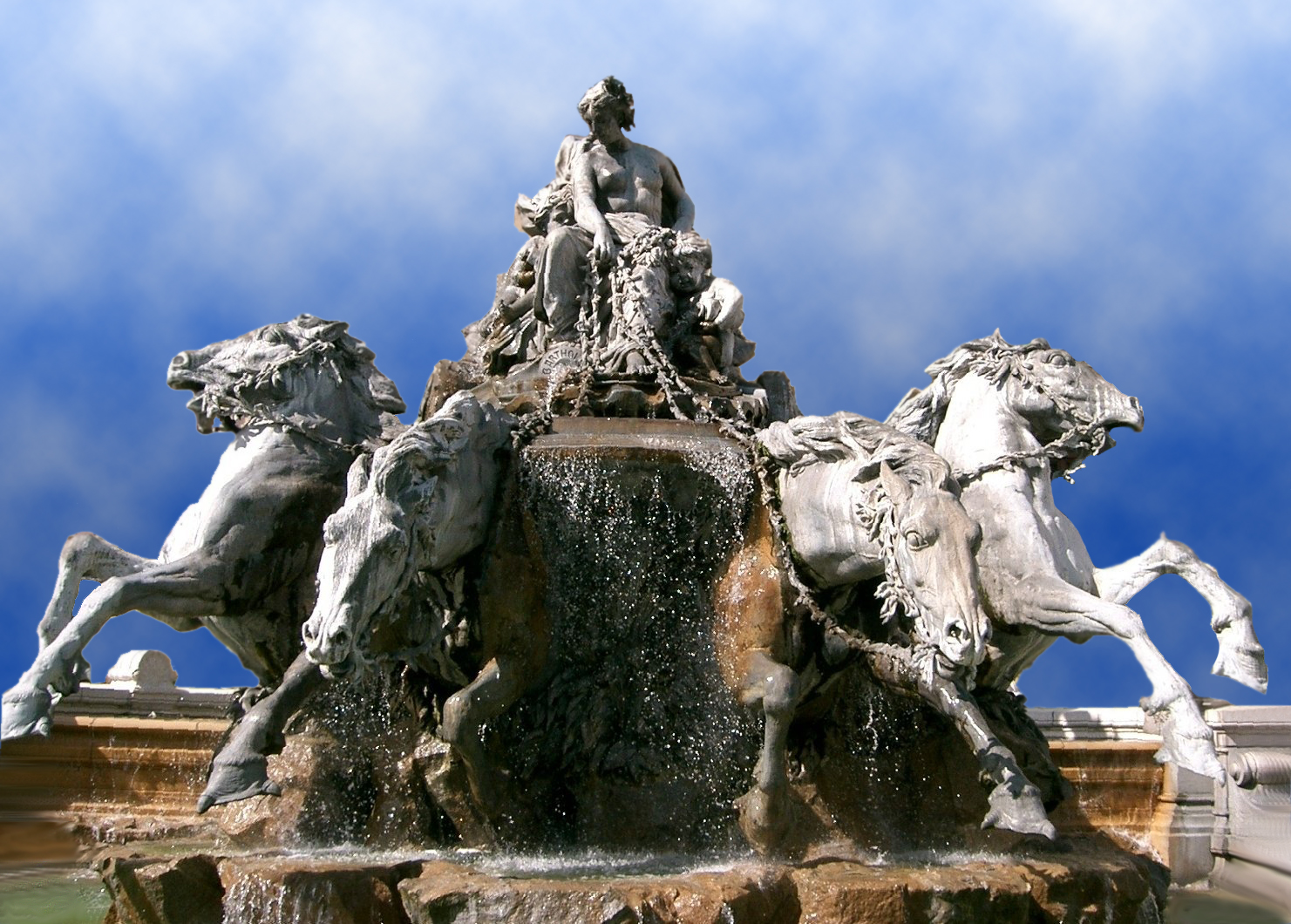